# C'era una volta Biancaneve
C'era una volta Biancaneve (Sněhurka a sedm trpasliku) è un film per la televisione del 1992 diretto da Ludvík Ráža e basato sulla fiaba dei fratelli Grimm, Biancaneve e i sette nani. 
Tra gli interpreti figurano Alessandro Gassmann, Natalie Minko e Gudrun Landgrebe.
Andato in onda in Germania il 5 novembre 1992 sulla rete tedesca ZDF, in Italia è stato trasmesso il 3 luglio 1994 in prima visione su Canale 5.

## Trama
In un regno lontano circondato da montagne e boschi, vive un re con la sua bella figlia che è nera come l'ebano, bianca come la neve e rossa come il sangue ed il fuoco: Biancaneve. 
Il buon re purtroppo deve partire per le crociate, ma, prima di partire, affida in segreto la figlia ad Andreas, un bel giovane che a corte tutti sanno essere un semplice buffone, ma che dietro l'indole spensierata è in realtà più saggio ed accorto di molti altri. Il re inoltre pare fidarsi ciecamente di lui ed in privato lo tratta come se Andreas fosse un suo pari. 
Il sovrano lascia inoltre il regno in mano alla moglie, una regina bella e vanesia che, ben lungi dall'essere disperata per l'assenza del marito, approfitta subito della sua assenza per imporre il suo volere su tutto il regno. 
La regina, in particolare, mal sopporta Biancaneve non solo perché la giovane non è sua figlia e perché in futuro erediterà il regno, ma anche per la sua freschezza e gioventù. Ordina quindi che la giovane venga spedita in isolamento in una residenza circondata dai boschi, apparentemente per una vacanza, ma in segreto ordina ad Andreas di fare in modo che Biancaneve non impari nulla, così da renderla impreparata a governare il regno.
Andreas finge di accettare, ma in realtà, fedele alla promessa fatta al re e comunque colpito dalla dolcezza e dalla bellezza di Biancaneve, inventa giochi per la giovane principessa grazie ai quali questa può continuare ad imparare divertendosi e senza insospettire la regina. 
Biancaneve dal canto suo, già amica di Andreas, finisce coll'innamorarsene. I due finiscono addirittura con il baciarsi durante il gioco della "mosca cieca".
Nel frattempo nella foresta ai piedi delle montagne, alcuni nani hanno realizzato un oggetto portentoso: uno specchio in grado di dire sempre la verità ed incaricano un loro compagno, mascherato da alto cavaliere grazie ad un'armatura di ferro, di portarlo al re, affinché gli uomini apprendano il prezioso dono della verità. 
Il cavaliere tuttavia giunge al castello quando ormai il sovrano è partito per le crociate; il "re" al momento è la regina e questa pretende per sé lo specchio. Interrogatolo con la famosa frase: "Specchio, specchio delle mie brame, chi è la più bella del reame?", il magico monile le risponde: "Mia Regina, della fortezza sei tu la più splendida bellezza. Ma non c'è bellezza al mondo che a Biancaneve faccia confronto.".
Facendo leva sul suo fascino, la regina convince allora il misterioso cavaliere ad uccidere Biancaneve. 
Questi, desideroso di compiacerla, si reca alla residenza dove si trova la ragazza e, dopo aver drogato il cibo di Andreas in modo che il giovane cada addormentato e non possa proteggerla, rapisce Biancaneve. 
Una volta nel bosco però il cavaliere- nano non ha cuore di uccidere la bella principessa che gli promette di fuggire lontano se lui le risparmierà la vita.
Tornato alla reggia, il cavaliere cerca di manomettere lo specchio per nascondere la verità alla regina, ma, sedotto ancora una volta dai pianti e dalle suppliche di quest'ultima, ripara l'oggetto facendo così conoscere la verità alla perfida sovrana.
Biancaneve nel frattempo trova rifugio nel bosco, nella casa dei nani che vengono così a sapere che il loro compagno ha smarrito la retta via, preferendo la menzogna alla verità. Decidono quindi di ospitare la giovane dopo averla ammonita sul fatto che dietro al suo tentato omicidio si nasconde senza dubbio la sua matrigna e che questa cercherà di nuovo di ucciderla.
Le previsioni dei nani si rivelano fondate perché, travestita da venditore ambulante, la perfida matrigna si reca da Biancaneve e le regala un corpetto che stringe attorno alla sua vita sino a soffocarla. I nani, tuttavia, giunti sul luogo, sciolgono il corpetto e scongiurano la morte della fanciulla.
Nel frattempo Andreas, disperato per il rapimento di Biancaneve, fa ritorno al castello per pedinare il cavaliere misterioso e scopre così lo specchio magico e gli intrighi della regina quando questa interroga l'oggetto per sapere se Biancaneve è ancora viva.
Andreas cerca allora di mettere alle strette il cavaliere, notando che questi sembra nascondere un segreto (continua ad oliare le giunture della sua armatura e fatica a muoversi), e scopre in questo modo che in realtà egli non è altri che un nano.
L'armatura infatti si è arrugginita e la menzogna in cui il nano ha accettato di vivere ha fiaccato il suo animo e ben volentieri questi, pentitosi, rivela la sua identità ad Andreas chiamandolo "principe". 
Andreas di fatti è in realtà figlio di re e per tutto il tempo si è finto buffone alla corte del padre di Biancaneve per imparare a conoscere la vera indole degli uomini dietro l'apparenza e diventare così un buon re. 
Insieme al nano, Andreas si reca nel bosco per salvare Biancaneve dall'ennesimo piano della regina, anche se, durante la strada, il suo compagno rimane vittima di un incidente e perde la vita.
Nel frattempo la regina si è mascherata da dottore e, approfittando dell'assenza dei nani, dà a Biancaneve una mela avvelenata che fa cadere la giovane come morta. Andreas giunge dunque troppo tardi per salvare la fanciulla che trova riposta in una bara di cristallo ormai morta. Disperato, per giorni veglia accanto a lei.
Frattanto la regina, certa di essere ormai la più bella e tornata al castello, interroga ripetutamente lo specchio solo per compiacersi della sua risposta che la indica finalmente come la più bella del reame.
Inspiegabilmente, però, lo specchio magico, forse non così perfetto come credevano i nani, va in tilt ed esplode rompendosi in mille pezzi. La regina rimane talmente sotto shock da essere necessariamente soccorsa dal cappellano di corte che, per punirla per la sua vanità e crudeltà, la fa chiudere in convento perché espii i suoi peccati.
Nel frattempo Andreas, prima di dire definitivamente addio a Biancaneve, chiede ai nani di poterla toccare un'ultima volta. Mentre viene sollevata da Andreas, Biancaneve sputa il pezzo di mela che aveva ancora in gola e torna alla vita.
I due giovani possono così stare di nuovo insieme: Andreas riprendere il suo titolo di principe e lui e Biancaneve convolano a nozze. 
Frattanto le crociate terminano ed il padre di Biancaneve torna sano e salvo a casa e, quando rivede Andreas, lo ringrazia per aver salvato sua figlia e con essa anche il regno, dimostrando così di aver sempre saputo quale fosse la vera identità del giovane. 
Quanto ai nani, essi capiscono che l'umanità non è pronta ad usare correttamente il grande dono della verità e decidono semplicemente di vivere serenamente nella loro casa nel bosco in armonia con la natura e come amici di Biancaneve.